# Mezquita del Viernes de Kashmar
La mezquita del Viernes de Kashmar es un templo islámico histórico de Kashmar que se remonta a la época de Fath Alí Sah en la época de Dinastía Kayar.